# Cantone di Sedan-Nord
Il Cantone di Sedan-Nord era una divisione amministrativa dell'arrondissement di Sedan.
A seguito della riforma approvata con decreto del 21 febbraio 2014, che ha avuto attuazione dopo le elezioni dipartimentali del 2015, è stato soppresso.

## Composizione
Comprendeva parte della città di Sedan e i comuni di:
- La Chapelle
- Fleigneux
- Floing
- Givonne
- Glaire
- Illy